# Leopold Cruls
Henri Léopold Maximilien (Leopold) Cruls (Sint-Truiden, 11 juni 1832 - Zelem, 22 mei 1923) was een Belgisch burgemeester.

## Levensloop
Leopold Cruls was medestichter van de Gieterijen Gebroeders Cruls in Luik. In 1872 besloot het bedrijf te verhuizen naar Zelem. In 1885 werd Cruls burgemeester van Zelem. In 1887 richtte hij de fanfare Sint-Lambertus Zelem op.
Cruls werd in 1901 als burgemeester opgevolgd door zijn schoonzoon Johan Ramaekers.